# Loma Grande
Loma Grande é uma cidade do Paraguai, Departamento Cordillera.

## Transporte
O município de Loma Grande é servido pelas seguintes rodovias:
- Caminho em pavimento ligando a cidade ao município de Altos
- Caminho em pavimento ligando a cidade ao município de Nueva Colombia[1][2][3]